# 滝田村 (千葉県)
滝田村（たきたむら）は、千葉県安房郡（平郡）にかつて存在した村である。
現在の南房総市の北部（旧三芳村）に位置している。旧村の名をそのまま村名としているため、南房総市の地名として現存している。

## 沿革
- 1889年（明治22年）4月1日 - 町村制施行により、上滝田村、下滝田村、増間村、千代村、三坂村、上堀村、下堀村が合併し、平郡滝田村が発足。
- 1897年（明治30年）4月1日 - 平郡が統合されて安房郡となる。
- 1953年（昭和28年）5月1日 - 国府村、稲都村と合併して三芳村を新設。同日滝田村廃止。
- 2006年（平成18年）3月20日 - 三芳村が富浦町、富山町、白浜町、千倉町、丸山町、和田町と合併し南房総市を新設。